# Oxyphlaeobella rugosa
Oxyphlaeobella rugosa är en insektsart som beskrevs av Willy Adolf Theodor Ramme 1941. Oxyphlaeobella rugosa ingår i släktet Oxyphlaeobella och familjen gräshoppor. Inga underarter finns listade i Catalogue of Life.